# Kup Maršala Tita 1987-1988
La Kup Maršala Tita 1987-1988 fu la 40ª edizione della Coppa di Jugoslavia. Un totale di 5888 squadre provenienti da tutte le repubbliche e province parteciparono alla competizione: 1947 dalla Serbia, 1465 dalla Croazia, 1095 dalla Bosnia Erzegovina, 523 dalla Macedonia, 475 dalla Voivodina, 242 dalla Slovenia, 83 dal Kosovo e 58 dal Montenegro.
Il detentore era l'Hajduk Spalato, che però in questa edizione uscì ai quarti di finale.
Il trofeo fu vinto dal Borac Banja Luka che sconfisse in finale la favoritissima Stella Rossa (che aveva vinto il campionato). Fu la prima (ed unica) volta nella storia, che una squadra di seconda divisione riuscì a conquistare il trofeo. L'aver vinto la coppa però, non esentò il Borac dal disputare le qualificazioni per l'edizione successiva: non riuscendo a superarle, i rosso-blu non poterono difenderla.
Il successo diede al Borac Banja Luka l'accesso alla Coppa delle Coppe 1988-1989.

## L'impresa del Borac
Il Borac Banja Luka ci aveva provato nel 1974, ma non ci fu nulla da fare contro l'Hajduk Spalato. La squadra di Banja Luka ci riprovò l'11 maggio 1988, allo Stadio JNA di Belgrado contro la Stella Rossa, e quel giorno il Borac, 8º in seconda divisione, vinse 1–0 contro i favoritissimi avversari, campioni di Jugoslavia.
La marcia del Borac verso la coppa iniziò un anno e cinque giorni prima, il 6 maggio 1987, con una vittoria per 9–0 a Dubica contro il locale FK Radnik. Successivamente caddero il Kozara, l'Elektrobosna Jajce, il Rudar Ljubija, lo Jedinstvo Bihać, il Leotar, l'Osijek, lo Spartak Subotica, la Vojvodina, il Priština ed infine la Stella Rossa.
Il giorno della finale, il Borac era totalmente sfavorito ma, di fronte a 25000 spettatori, vinsero i ragazzi della Bosanska Krajina. Fu un'impresa inedita e mai più ripetuta (nel 1991 venne la dissoluzione della Jugoslavia) : un club di seconda divisione capace di vincere la Coppa di Jugoslavia.
Il momento decisivo della gara venne al 60º minuto, quando il difensore Stojan Malbašić, in campo nonostante un recente infortunio, tolse la palla a Dragiša Binić e si lanciò sulla fascia destra; dopo aver dribblato Amir Durgutović, crossò sul secondo palo, ingannando il portiere Stevan Stojanović ed il difensore Miodrag Krivokapić; la palla arrivò a Senad Lupić che, di testa, la infilò nella porta dei bianco-rossi.
Venne la veemente offensiva della Stella Rossa che portò alla scandalosa (per il Borac) decisione dell'arbitro Blaža Zuber di Bačka Topola di assegnare un calcio di rigore assai dubbio a favore dei belgradesi : in area vi erano, fianco a fianco, Milorad Bilbija e Goran Milojević, quest'ultimo, vista l'impossibilità di controllare la palla, si lasciò cadere. Zuber indicò immediatamente il dischetto del rigore e, nonostante le proteste dei rosso-blu, non cambiò la decisione e Dragan Stojković prese la palla fra le mani. Stojković provò il tiro beffardo : un tiepido pallonetto verso il centro della porta, ma il portiere Slobodan Karalić non si mosse e la palla venne fra le sue mani. Gli ultimi assalti dei capitolini non portarono nessun effetto.
Il trofeo d'argento venne consegnato al capitano Damir Špica e poi passato di mano fra i componenti della squadra: Slobodan Karalić, Stojan Malbašić, Mario Mataja, Milorad Bilbija, Zvonko Lipovac, Amir Durgutović, Božur Matejić, Suad Beširević, Nenad Popović, Senad Lupić, Mile Šijaković e Vlado Lemić. Alla fine giunse all'allenatore Husnija Fazlić ed al suo assistente Nenad Gavrilović.
Il giorno dopo, il 12 maggio 1988, migliaia di persone accolsero la squadra, in arrivo da Belgrado, alla Piazza Krajina di fronte al centro commerciale Boska.
```
IL CAMMINO PER LA COPPA
[
6
]

1º turno:   06.05.1987  Radnik Dubica - 
Borac
      0-9
2º turno:   20.05.1987  
Kozara
 - 
Borac
             0-2
3º turno:   27.05.1987  
Borac
 - 
Elektrobosna Jajce
 2-1
4º turno:   04.06.1987  
Borac
 - 
Rudar Ljubija
      2-1
5º turno:   17.06.1987  
Jedinstvo Bihać
 – 
Borac
    0-0 
(2-3 
dtr
)

6º turno:   26.06.1987  
Borac
 - 
Leotar
             4-1
16esimi:    12.08.1987  
Borac
 - 
Osijek
             1-1 
(3-2 
dtr
)

Ottavi:     19.08.1987  
Spartak Subotica
 - 
Borac
   1-1
            09.09.1987  
Borac
 - 
Spartak Subotica
   1-1 
(5-4 
dtr
)

Quarti:     18.11.1987  
Vojvodina
 - 
Borac
          3-0
            09.12.1987  
Borac
 - 
Vojvodina
          6-1
Semifinali: 16.03.1988  
Priština
 - 
Borac
           1-1
            13.04.1988  
Borac
 - 
Priština
           0-0 
(4-1 
dtr
)

Finale:     11.05.1988  
Borac
 - 
Stella Rossa
       1-0
```

## Altre qualificazioni
```
Queste le tre partite disputate dal 
Orijent
:
[
7
]

Orijent - Lošinj                   11-0
Orijent - Rovigno                   8-2
Primorac Stobreč - Orijent          0-0 
(5-4 
dtr
)
```

```
Questa due di qualificazione della Coppa di 
Voivodina
 del 
Proleter Zrenjanin
[
8
]

Jedinstvo Stara Pazova - Proleter   0-1
Proleter - OFK Kikinda              2-1
```

## Squadre qualificate
Le 18 partecipanti della Prva Liga 1986-1987 sono qualificate di diritto. Le altre 14 squadre (in giallo) sono passate attraverso le qualificazioni.

### Calendario
| Turno                | Gare           | Date                          | Numero gare | Riduzione squadre |
| -------------------- | -------------- | ----------------------------- | ----------- | ----------------- |
| Sedicesimi di finale | Gara unica     | 13 agosto 1987                | 16          | 32 → 16           |
| Ottavi di finale     | Andata/Ritorno | 19 agosto e 9 settembre 1987  | 16          | 16 → 8            |
| Quarti di finale     | Andata/Ritorno | 18 novembre e 9 dicembre 1987 | 8           | 8 → 4             |
| Semifinali           | Andata/Ritorno | 16 marzo e 13 aprile 1988     | 4           | 4 → 2             |
| Finale               | Gara unica     | 11 maggio 1988                | 1           | 2 → 1             |

## Sedicesimi di finale
| Squadra 1                  | Risultato             | Squadra 2              |
| -------------------------- | --------------------- | ---------------------- |
| 13 agosto 1987             |                       |                        |
| (3) Belišće                | 1 – 1 (dts) (3-5 dtr) | Stella Rossa (1)       |
| (2) Borac Banja Luka       | 1 – 1 (dts) (3-2 dtr) | Osijek (1)             |
| (2) Borac Čačak            | 1 – 0                 | Rijeka (1)             |
| (2) Dinamo Vinkovci        | 2 – 3                 | Sarajevo (1)           |
| (1) Iskra Bugojno          | 0 – 0 (dts) (4-3 dtr) | Partizan (1)           |
| (3) Jedinstvo Bijelo Polje | 0 – 1                 | Željezničar (1)        |
| (3) Lučki Radnik           | 0 – 2                 | Hajduk Spalato (1)     |
| (2) Mladost Petrinja       | 1 – 0                 | Sutjeska (1)           |
| (2) Olimpia Lubiana        | 0 – 0 (dts) (1-4 dtr) | Čelik Zenica (1)       |
| (3) Rabotnički             | 1 – 2                 | Budućnost (1)          |
| (2) Radnički Kragujevac    | 0 – 0 (dts) (0-3 dtr) | Priština (1)           |
| (1) Radnički Niš           | 2 – 1                 | Proleter Zrenjanin (2) |
| (2) Spartak Subotica       | 1 – 1 (dts) (3-2 dtr) | Dinamo Zagabria (1)    |
| (1) Velež Mostar           | 3 – 0                 | Radnički Pirot (2)     |
| (2) Vlaznimi Đakovica      | 0 – 2                 | Vardar (1)             |
| (1) Vojvodina              | 3 – 2                 | Sloboda Tuzla (1)      |

## Ottavi di finale
| Squadra 1            | Totale          | Squadra 2            | Andata     | Ritorno    |
| -------------------- | --------------- | -------------------- | ---------- | ---------- |
|                      |                 |                      | 19.08.1987 | 09.09.1987 |
| (1) Čelik Zenica     | 3 – 4           | Radnički Niš (1)     | 2 – 1      | 1 – 3      |
| (2) Iskra Bugojno    | 2 – 4           | Priština (1)         | 1 – 1      | 1 – 3      |
| (1) Stella Rossa     | 2 – 2 (4-2 dtr) | Budućnost (1)        | 2 – 0      | 0 – 2      |
| (1) Sarajevo         | 4 – 3           | Hajduk Spalato (1)   | 2 – 2      | 2 – 1      |
| (2) Spartak Subotica | 2 – 2 (4-5 dtr) | Borac Banja Luka (2) | 1 – 1      | 1 – 1      |
| (1) Velež Mostar     | 10 – 3          | Borac Čačak (2)      | 7 – 1      | 3 – 2      |
| (1) Vojvodina        | 2 – 2 (3-1 dtr) | Mladost Petrinja (2) | 2 – 0      | 0 – 2      |
| (1) Željezničar      | 3 – 6           | Vardar (1)           | 3 – 0      | 0 – 6      |

## Quarti di finale
| Squadra 1        | Totale | Squadra 2            | Andata     | Ritorno    |
| ---------------- | ------ | -------------------- | ---------- | ---------- |
|                  |        |                      | 18.11.1987 | 09.12.1987 |
| (1) Radnički Niš | 0 – 6  | Stella Rossa (1)     | 0 – 0      | 0 – 6      |
| (1) Vardar       | 2 – 1  | Sarajevo (1)         | 2 – 0      | 1 – 0      |
| (1) Velež Mostar | 1 – 2  | Priština (1)         | 1 – 2      | 0 – 0      |
| (1) Vojvodina    | 4 – 6  | Borac Banja Luka (2) | 3 – 0      | 1 – 6      |

## Semifinali
| Squadra 1        | Totale          | Squadra 2            | Andata     | Ritorno    |
| ---------------- | --------------- | -------------------- | ---------- | ---------- |
|                  |                 |                      | 16.03.1988 | 13.04.1988 |
| (1) Stella Rossa | 2 – 1           | Vardar (1)           | 1 – 0      | 1 – 1      |
| (1) Priština     | 1 – 1 (1-4 dtr) | Borac Banja Luka (2) | 1 – 1      | 0 – 0      |

## Finale
| Arbitro: | Blažo Zuber (Bačka Topola) |

|           |           |  |
| Lupić 60’ | Marcatori |  |

| Borac | Stella Rossa |

|                 |    |                  |     |
|                 |    |                  |     |
| P               | 1  | Slobodan Karalić |     |
| D               | 2  | Stojan Malbašić  |     |
| D               | 3  | Mario Mataja     |     |
| D               | 4  | Milorad Bilbija  |     |
| D               | 5  | Zvonko Lipovac   |     |
| C               | 6  | Damir Špica      |     |
| A               | 7  | Amir Durgutović  | 74’ |
| C               | 8  | Božur Matejić    |     |
| A               | 9  | Suad Beširević   |     |
| C               | 10 | Nenad Popović    |     |
| A               | 11 | Senad Lupić      | 88’ |
| A disposizione: |    |                  |     |
| D               | 12 | Velimir Stojnić  |     |
| C               | 13 | Mile Šijaković   | 74’ |
| A               | 15 | Vlado Lemić      | 88’ |
| Allenatore:     |    |                  |     |
| Husnija Fazlić  |    |                  |     |

|                 |    |                    |     |
|                 |    |                    |     |
| P               | 1  | Stevan Stojanović  |     |
| C               | 2  | Goran Milojević    |     |
| D               | 3  | Slobodan Marović   |     |
| D               | 4  | Goran Jurić        |     |
| D               | 5  | Slavko Radovanović |     |
| D               | 6  | Miodrag Krivokapić |     |
| A               | 7  | Dragiša Binić      |     |
| C               | 8  | Robert Prosinečki  |     |
| A               | 9  | Borislav Cvetković |     |
| A               | 10 | Dragan Stojković   |     |
| C               | 11 | Žarko Đurović      | 71’ |
| A disposizione: |    |                    |     |
| C               | 15 | Dejan Joksimović   | 71’ |
| Allenatore:     |    |                    |     |
| Velibor Vasović |    |                    |     |